# 图伊泽卢
图伊泽卢是葡萄牙布拉干萨区的一个堂区。总面积34.8平方公里，总人口505人，人口密度14.5人/平方公里。